# ゴルダン・ユキッチ
ゴルダン・ユキッチ（Gordan Jukic、1977年7月2日 - ）は、クロアチア出身のキックボクサー。身長189cm、体重97kg。オーランドジム所属。

## 来歴
2003年7月13日、K-1福岡大会にて初来日。マイケル・マクドナルドと対戦し、3RKO負け。

## 戦績
| 勝敗 | 対戦相手               | 試合結果                   | 大会名                       | 開催年月日    |
| ○    | ダグ・ヴィニー         | KO                         | K-1 FINAL FIGHT              | 2003年9月12日 |
| ×    | マイケル・マクドナルド | 3R 3:00 KO（右ストレート） | K-1 WORLD GP 2003 in FUKUOKA | 2003年7月13日 |
| ○    | ダグ・ヴィニー         | KO                         | LOADS OF THE RING            | 2003年4月11日 |